# Caroline Bernstein
Caroline Bernstein (* 8. Juli 1797 in Berlin; † 18. September 1838 ebenda) war eine deutsche Schriftstellerin. Sie schrieb auch unter dem Pseudonym E. Karoli.

## Leben
Caroline Bernstein wurde als Tochter eines Kaufmanns in Berlin geboren. Sie verwaiste zeitig und war von frühster Jugend an kränklich. Mit dem Dichter Franz Christoph Horn verband sie eine enge Freundschaft. Sie pflegte ihn kurz vor seinem Tod und schrieb nach seinem Tod 1837 eine Biografie des Schriftstellers, die 1839 erschien. Caroline Bernstein verfasste zahlreiche Beiträge für verschiedene Zeitschriften, so 1821 den Reisebericht Einiges über Polen im Gesellschafter und um 1830 Beiträge für Friedrich de la Motte Fouqués Berlinische Blätter.
Im Jahr 1827 nahm Caroline Bernstein an einer sogenannten Preiserwerbung teil, die von Friedrich Wilhelm Gubitz und einer Vereins-Buchhandlung ausgeschrieben wurde. Für den Wettbewerb wurden preiswürdige „Original-Lustspiele“ gesucht, die in deutscher Sprache verfasst sein sollten. Der Sieger erhielt 50 Friedrich d’or. Zudem wurde sein Stück im Jahrbuch deutscher Bühnenstücke gedruckt, da auch das deutschsprachige Theater aktiv durch den Wettbewerb gefördert werden sollte. Unter den Preisrichtern im Jahr 1827 waren Karl August Varnhagen von Ense und Friedrich August von Staegemann. Caroline Bernstein gewann 1827 den ersten Preis mit ihrem einaktigen Lustspiel Das eingebrachte Stündchen, oder: Gellert im Schlafrock, musste sich den ersten Platz allerdings mit Stephan Schütze (Was doch die Vorstellung thut!) teilen. Ihr Stück erschien anschließend im Jahrbuch deutscher Bühnenspiele für 1831 und machte Caroline Bernstein bekannt, auch wenn Friedrich Wilhelm Gubitz in seinen Memoiren feststellte, dass die Jury ursprünglich „keine von den vielen eingesandten Schauspiel-Dichtungen für preiswürdig [erachtet hatte]“.
Caroline Bernstein, die nach Gellert im Schlafrock noch weitere Lustspiele verfasste, war selbst auch als Schauspielerin tätig. Sie starb 1838 in Berlin.

## Werke
- Einiges über Polen. (1821)[2]
- Gedichte von Karoline B. Herausgegeben v. W. Schnitter. Vereinsbuchhandlung, Berlin 1829.
- Das eingebrachte Stündchen oder: Gellert im Schlafrock. Original-Lustspiel in einem Aufzuge, nach einer Anekdote. Von E. Karoli. In: Jahrbuch deutscher Bühnenspiele, hrsg. von Carl v. Holtei. 10. Jahrgang 1831.
- Jedem das Seine (Lustspiel, 1832)[3]
- Die Ophelienritter. Novelle von E. Karoli. Langewiesche, Iserlohn 1833.
- Das Schloß ohne Treppe (Erzählung, 1833)[4]
- Die Gründung von Herrnhut. Erzählung von E. Karoli. Hayn, Berlin 1823.
- Der Johannessegen (Dramatischer Scherz, 1833)[5]
- Rembrandts Meisterstück (1834)[6]
- Franz Horn: Ein biographisches Denkmal. Brockhaus, Leipzig 1839. (Digitalisat)
- Friedrich der Große als Begründer von Familienglück. Wahre Begebenheiten in 7 Erzählungen. Von Dr. Bertram [d. i. Georg Julius v. Schultz], E. Karoli und A. v. Sartorius. Vereins-Buchhandlung, Berlin, 2. Aufl. 1841.